# Wybory parlamentarne na Grenlandii w 2013 roku
Wybory parlamentarne na Grenlandii odbyły się 12 marca 2013 roku. Zwyciężył w nich opozycyjny Siumut, który zdobył 42,8% głosów i 14 mandatów w Parlamencie. Frekwencja wyborcza wyniosła 74,2%..
Uprawnionych do głosowania było 40 588 Grenlandczyków.

## Przed wyborami
Kampania przed wyborami zdominowana była przez kwestię eksploatacji surowców naturalnych. Z powodu zmian klimatycznych topniejąca pokrywa lodowa uwolniła na Grenlandii niedostępne dotychczas ropę, gaz ziemny, rudy żelaza, uranu, czy metali ziem rzadkich. Mogą one pomóc arktycznej wyspie uniezależnić się od Danii i zyskać znaczenie geopolityczne.

## Wyniki
Mieszkańcy Grenlandii wybierali 31 przedstawicieli do Parlamentu.
|  | Partia                   | Głosy  | Procent | Mandaty |
|  | ------------------------ | ------ | ------- | ------- |
|  | Siumut                   | 12 910 | 42,8%   | 14      |
|  | Wspólnota Ludzka         | 10 374 | 34,4%   | 11      |
|  | Atassut                  | 2 454  | 8,1%    | 2       |
|  | Partii Inuit             | 1 930  | 6,4%    | 2       |
|  | Demokraci                | 1 870  | 6,2%    | 2       |
|  | Kattusseqatigiit         | 326    | 1,1%    | 0       |
|  | Pozostali                | 9      | 0,0%    | 0       |
|  | Głosy nieważne           | 263    |         |         |
|  | Razem (frekwencja 74,2%) | 30 136 | 100%    | 31      |

## Po wyborach
Po raz pierwszy w historii premierem Grenlandii zostanie kobieta, 47-letnia Aleqa Hammond, liderka partii Siumut. Jej rządy zapowiadają wielką zmianę w polityce gospodarczej.